# Sokodé

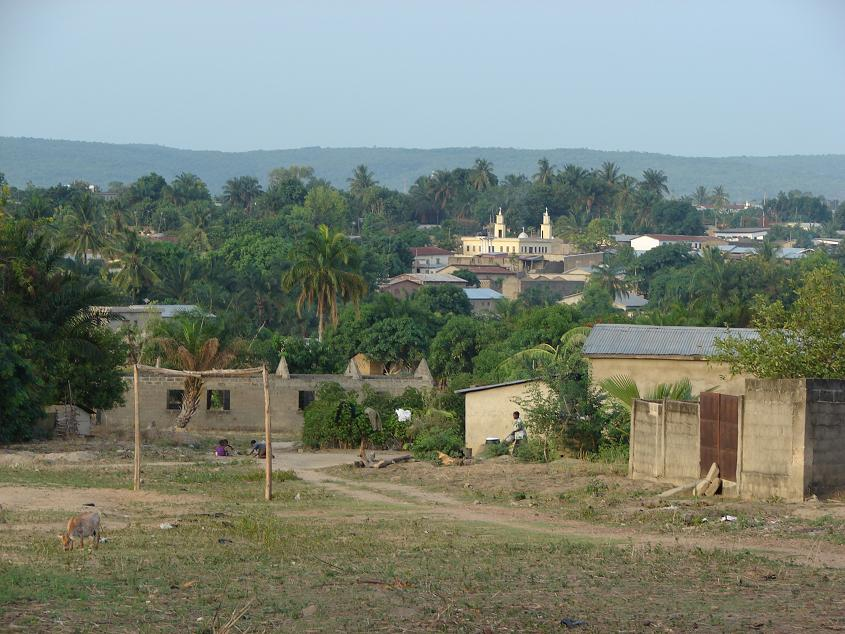
Kpangalam, ett kvarter i Sokode

Sokodé är den tredje största staden i Togo och residensstad i prefekturen Tchaoudjo och regionen Centrale i mitten av landet, ca 339 km norr om Lomé. Folkmängden beräknades till cirka 110 000 invånare 2020. Den ligger mellan Mofloden och Monofloden och är ett kommersiellt centrum för den omgivande jordbruksmarken. Det är en multietnisk och multireligiös stad, men domineras av islam. Sokodé styrs fortfarande av stadens traditionella hövdingar.

## Geografi
Sokodé kännetecknas av ett tätt nätverk av floder och mindre berg. De två viktigaste floderna är Kpondjo och Kpandi, som rinner ut i Na.

## Demografi

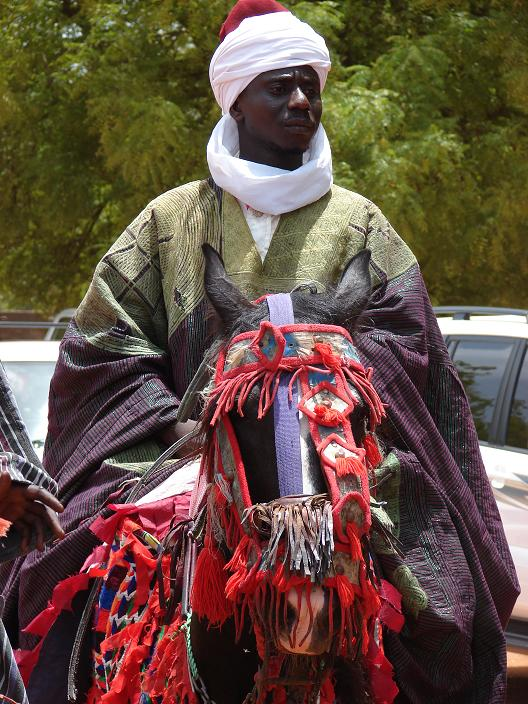
Person utklädd till Semassikrigare

Sokodé är den stad som har högst andel muslimsk befolkning i Togo. 70 % av befolkningen är muslimer, 30 % kristna, mest katoliker. Många språk talas i Togo, särskilt Ewe, det dominerande språket i söder, och Kabyé, dominerande språket i Kararegionen, och vidare norrut.
Staden kan delas in i två delar: centrum, där en mycket hög densitet bostäder dominerar, och förorterna, mindre boenden och mindre tätt. Moderna material har blivit alltmer vanliga och ersätter ofta traditionella material.

## Klimat

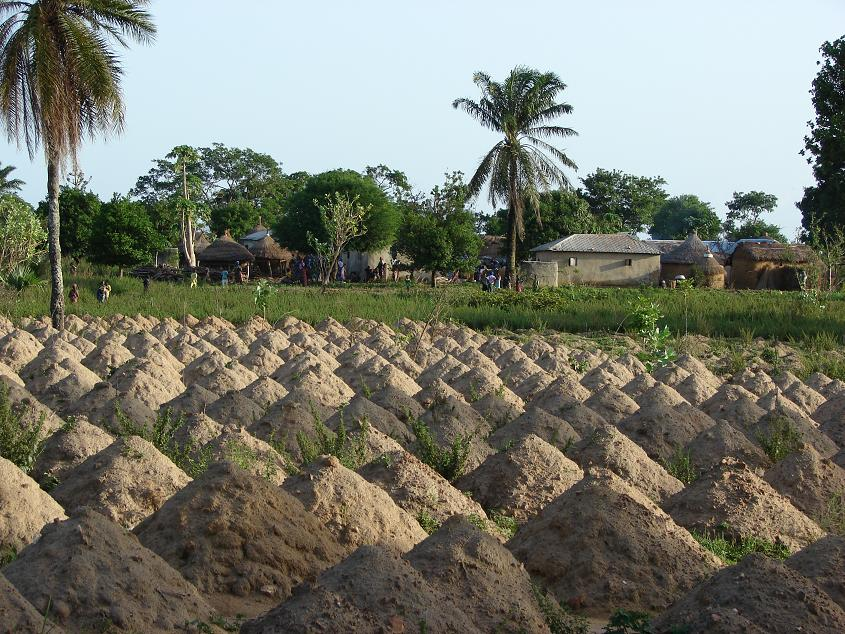
Sokodé

Staden är belägen på en höjd av i genomsnitt 340 m. Staden har ett tropiskt klimat, med två markerade säsonger: regnperioden, som varar från april till oktober, med en topp från juli till september och den torra säsongen från november till mars. Den genomsnittliga nederbörden är mellan 1 200 och 1 500 mm per år och antalet regniga dagar varierar mellan 100 och 130. Den genomsnittliga temperaturen är 26°C (1961-1990). Avdunstningen är hög, uppskattningsvis 1 500 mm/år, och särskilt i den varma Harmattanperioden som är från november till januari. Luftfuktigheten är mycket varierande och beror på alla ovan nämnda faktorer. 

## Ekonomi
Ekonomin i Sokodé domineras av transporter, handel och hantverk. Det finns ingen industriell verksamhet. I staden odlar man främst majs, kassava, paprika, peppar och bönor. Grönsakerna odlas särskilt längs floderna Kpondjo och Inusayo. Många trädgårdsmästare och bönder lever i utkanten av Sokodé. Bönderna består till största delen av den etniska gruppen Fulani. Samtidigt finns en nomadisk del av Fulani som ofta passerar nära Sokodé, med flockar av zebu på vägen mellan Burkina Faso och Nigeria. 

## Kultur

### Sevärdheter
- Sokodés gamla moské
- Sokodés flygplats

### Festivaler

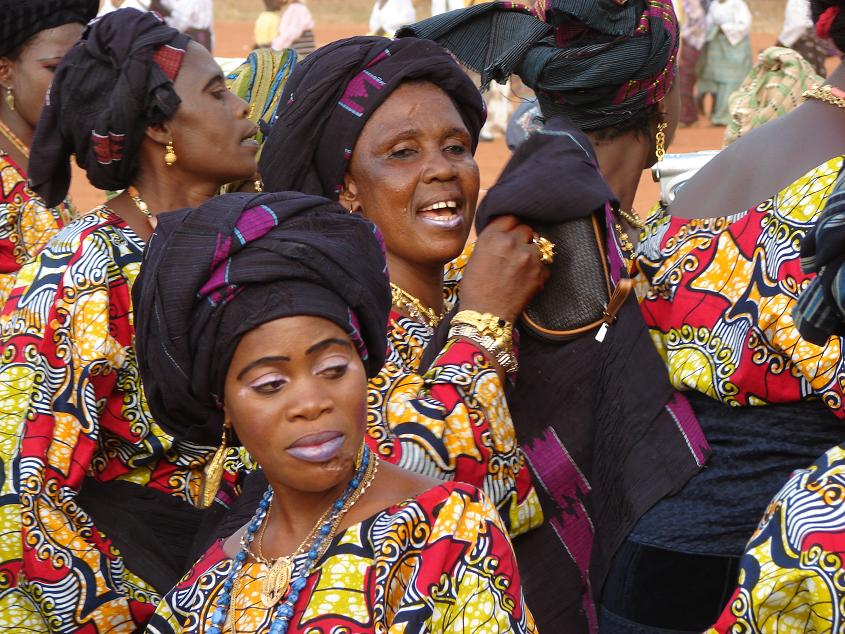
Dansare

Gadao-Radhus-Kosso (The Day Kotokoli) är en festival med tre dagars festligheter, från fredag till söndag. På kvällen firar man förfäderna som tack för rika skördar. Knivarnas högtid, är en festival med anor från semassikrigarna som prövade sin makt och tapperhet och genomgick tester i deras krafter.
Det finns stora festivaler som firas av olika Sokodéklaner. I de flesta av dessa festivaler är traditionella dansare välkomna, såväl som ryttare som imiterar Semassikrigare.

## Sport
Staden är hem för klubben AC Semassi FC som spelar på de Stade Municipal-arenan.

## Kända personer
- Kotokro - grundare av Sokodé.
- Zarifou Ayéva - politiker
- Mohamed Kader - fotbollsspelare

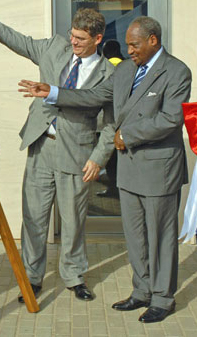
Zarifou Ayéva (till höger) år 2007.

- Edem Kodjo - tidigare premiärminister i Togo
- Assimiou Touré - fotbollsspelare